# Brăila
Braila là một đô thị thuộc hạt Brăila, România. Dân số thời điểm năm 2002 là 216929 người. Thành phố có độ cao 20 mét trên mực nước biển.